# Castiglion Fibocchi
Castiglion Fibocchi là một đô thị ở tỉnh Arezzo trong vùng Toscana, tọa lạc khoảng 50 km về phía đông nam của Florence và khoảng 12 km về phía tây bắc của Arezzo. Tại thời điểm ngày 31 tháng 12 năm 2004, đô thị này có dân số 2.080 người và diện tích là 25,7 km².
Đô thị Castiglion Fibocchi có các frazione (đơn vị cấp dưới) Gello Biscardo.
Castiglion Fibocchi giáp các đô thị sau: Arezzo, Capolona, Laterina, Loro Ciuffenna, Talla, Terranuova Bracciolini.